# جورج سانتوس (سياسي)
جورج سانتوس (مواليد 22 يوليو 1988) هو سياسي أمريكي وعضو منتخب في مجلس النواب الأمريكي منذ 2023، وهو عضو في الحزب الجمهوري .